# Castello de Alegisio
Il castello de Alegisio è stato un castello medievale ubicato in località Sant'Angelo del comune di Campagna, in provincia di Salerno.

## Storia
L'edificio, di origine longobarda (X secolo), è citato per la prima volta nella Ricognizione dei beni appartenenti alla chiesa e all'arcivescovato salernitano, fatta ad istanza dell'arcivescovo Romoaldo II del 1164. In tale data la rocca viene descritta già come rudere. Sorgeva presso un contrafforte roccioso del Monte Ripalta, sul versante meridionale, nei pressi del tracciato della medievale strada campanina che collegava Eboli a Campagna, a monte del piccolo casale Sant'Angelo e sicuramente aveva lo scopo di controllare la sottostante Piana del Sele e in particolare il territorio limitrofo denominato locus Furano. Chi fosse tale Alegisio, non esistono fonti o documenti che ne diano notizie.

## Struttura
Il castello si sviluppa lungo un crinale, a diverse quote di livello a 350 m s.l.m. circa. Sono visibili i ruderi di un edificio, presumibilmente una torre,  quadrangolare con perimetro di 24 m, realizzato con pietre irregolari calcaree e laterizi.